# チムー王国

チムー王国

チムー王国（チムーおうこく、Chimú）は,
ペルー北部の沿岸部でチムー文化を担った王国で、850年頃から1470年頃まで存在した。後期中間期（プレ・インカ）最大の王国で、1000kmの海岸線とアンデスの人口の2/3を含んだ。現存する最大の遺跡はチャン・チャン。
チムー王国はモチェ文化の遺民によって興された。最初の谷々が喜んで武力を合わせていたようだったが、シカンを征服した。カハマルカ文化とワリ文化の影響を大きく受けていた。伝説によれば、首都チャン・チャンは海からやってきたタカイナモという人物によって創られたという。
チムーはインカ帝国を止めるチャンスがあった最後の王国だった。しかしトゥパック・インカによるインカの侵攻が1470年代に始まり、タカイナモの子孫である国王ミンチャンカマンは敗れ、ワイナ・カパックの即位した1493年には侵略はほぼ終了していた。
国が亡びる数十年前、1400年代前半には、140人を上回る大勢の子供を神に捧げる生贄の儀式が行われており、大掛かりな儀式を必要とする規模の天災の発生と国力衰退の関連性も注目されている。
チムーの陶器は漆黒だった。また、精巧複雑な金工でも知られ、先コロンブス期で最先端技術の一つだった。